# Daniel Tammet
 (septembre 2024).
Il peut être nécessaire de l'améliorer pour respecter le principe de neutralité de point de vue. Veuillez consulter la page de discussion pour plus de détails.

Œuvres principales
- Je suis né un jour bleu (2007)
- Embrasser le ciel immense (2009)
- L'Éternité dans une heure (2013)
- C'est une chose sérieuse que d'être parmi les hommes (2014)
- Mishenka (2016)
- Chaque mot est un oiseau à qui on apprend à chanter (2017)
- Portraits (2018)
- Fragments de paradis (2020)
- Des pierres, ils ont fait des étoiles (2024)

Daniel Tammet, né Daniel Paul Corney le 31 janvier 1979 à Barking (Grand Londres) en Angleterre, est un écrivain, poète et hyperpolyglotte britannique.
On lui a diagnostiqué une épilepsie dans l'enfance, puis le syndrome d'Asperger à l'âge adulte. Il se fait connaître par sa synesthésie, à l'origine de ses capacités extraordinaires de mémoire. Le 14 mars 2004, il récite les 22 514 premières décimales de π en 5 heures, 9 minutes et 24 secondes, établissant un nouveau record européen.

## Biographie
Daniel Tammet est l'aîné d'une fratrie de neuf enfants, et vit une enfance très modeste dans le Sud de l'Angleterre. Il souffre de crises d'épilepsie à l'âge de 3 ans (crises aujourd'hui définitivement guéries). Il a la particularité d'avoir à la fois développé des capacités de communication proches de la norme, ainsi que des aptitudes singulières dans les domaines des nombres et des langues.
Les nombres vont l'aider d'abord à surmonter les épreuves qu'il rencontre à cause de sa différence — rejet des autres, incompréhension du monde qui l'entoure et des règles sociales, hypersensibilité au bruit. Il s'exprime ainsi au sujet des nombres : « ils me calment et me rassurent. Enfant, mon esprit se promenait en paix dans ce paysage numérique où il n'y avait ni tristesse, ni douleur. » Jeune garçon, il est fasciné par la magie des nombres premiers, puis à l'adolescence il s'adonne au calcul calendaire, qui permet de trouver en un instant le jour de la semaine correspondant à n'importe quelle date de naissance.
Il développe également une passion et des facultés extraordinaires pour les langues étrangères, qu'il assimile plus rapidement grâce à sa synesthésie; il en connaît une douzaine : l'anglais, le français, l'islandais, l'allemand, le néerlandais, l'espagnol, l'espéranto, le finnois, l'estonien, le gallois, le lituanien et le roumain. Daniel Tammet invente une langue personnelle appelée mänti. Il devient professeur d'anglais à l'âge de dix-neuf ans en Lituanie, puis crée en 2002 son propre site Internet d'apprentissage des langues (français et espagnol) appelé Optimnem qui connaît un certain succès,.

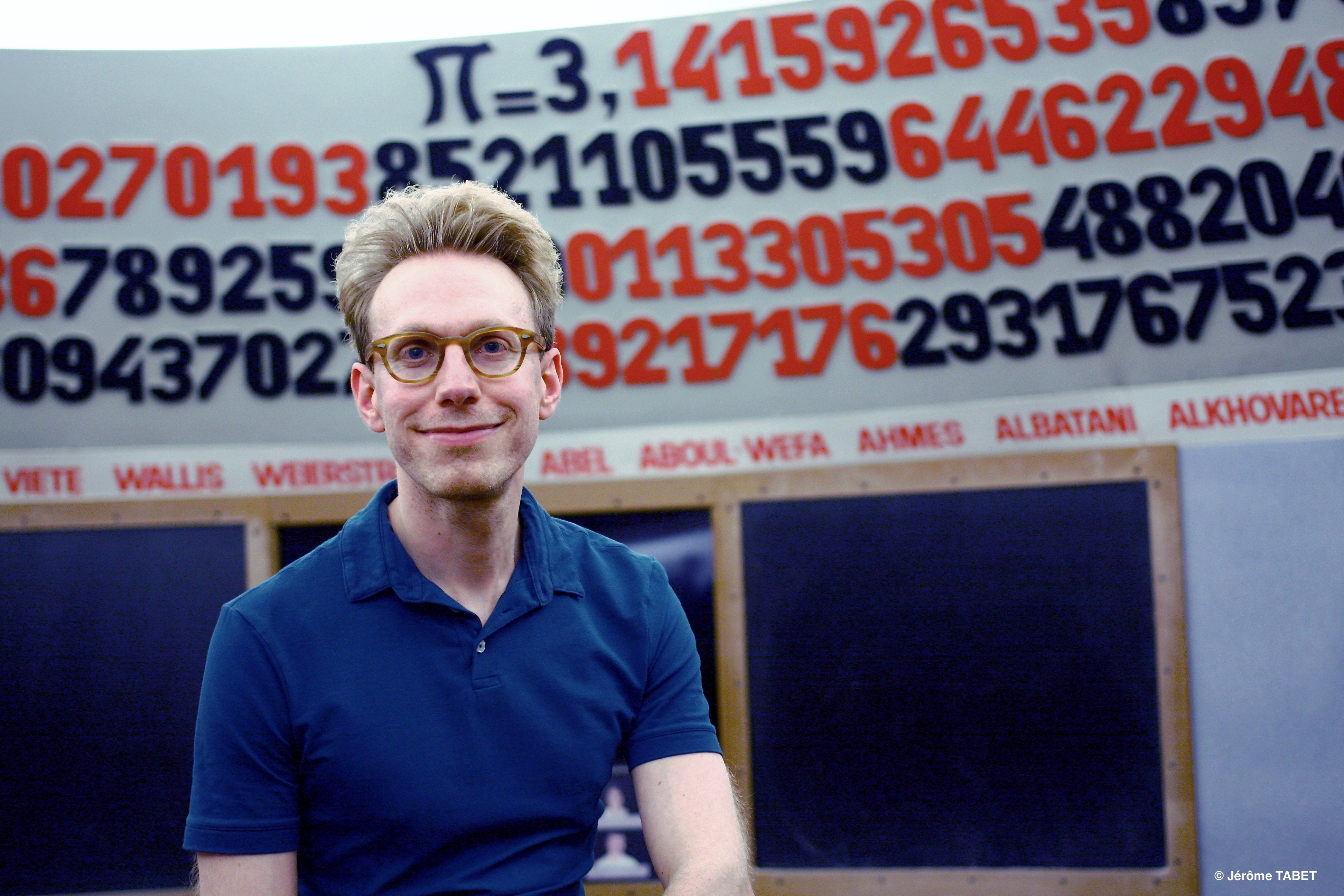
Daniel Tammet dans la salle Pi au Palais de la découverte à Paris en 2018.

Le 14 mars 2004, au musée de l'histoire des sciences d'Oxford, il récite en 5 heures, 9 minutes et 24 secondes 22 514 décimales de Pi, apprises au cours des trois mois précédant l'événement. C'est un record européen qui le propulse sur la scène médiatique.
En 2004, il est diagnostiqué « autiste de haut niveau avec syndrome du savant et synesthésie » à l'âge de 25 ans, au centre de Recherche sur l'Autisme de l'université de Cambridge, par Simon Baron-Cohen.
En 2005, il fait l'objet d'un documentaire diffusé sur la chaîne britannique Channel 4, The Boy with the Amazing Brain, dans lequel il relève un nouveau défi, linguistique cette fois, apprendre l'islandais en une semaine et répondre à un entretien en direct à la TV dans cette langue. Le défi est relevé haut la main. On y voit aussi sa rencontre avec  Kim Peek, doté d'une mémoire eidétique. La chanteuse Kate Bush a été inspirée par cet événement et en a tiré une chanson de son album Aerial : π.
En 2009, il s'installe à Avignon avec son compagnon Jérôme Tabet, puis à Paris, où il est écrivain à plein temps. Le 16 mars 2010, Daniel Tammet est invité par L'Express à poser pour une photographie réunissant les auteurs les plus lus de 2009.
Depuis, il a été l'invité à deux reprises de l'émission La Grande Librairie sur France 5, d'abord en 2017 pour Chaque mot est un oiseau à qui l'on apprend à chanter, puis en 2020 pour Fragments de paradis. François Busnel dit de lui : « Ce que j'admire chez vous, c'est votre attirance aussi bien pour la poésie que pour les neurosciences ou la sociolinguistique. »

## Vie personnelle
En 2002, après avoir fréquenté l’Église baptiste de Herne Bay, il est devenu chrétien. Pour lui, le mot " foi " est bleu, " Jésus " jaune comme le soleil, " Marie " de couleur violette. Une couleur très riche qui évoque quelque chose d’apaisant, de profond. Enfin, " Dieu " est incolore .

## Œuvres

### Je suis né un jour bleu(2007)

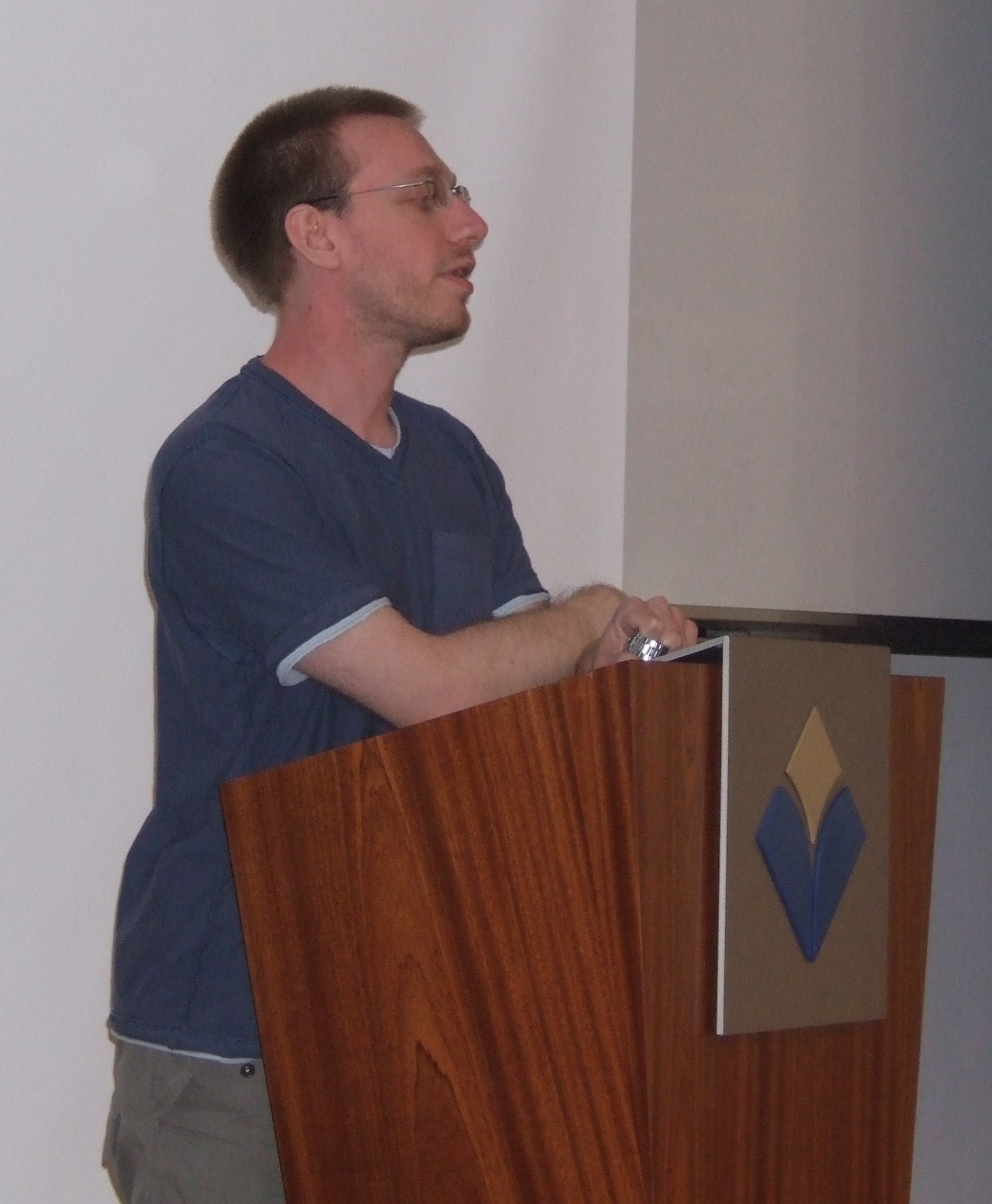
Daniel Tammet à l'université de Reykjavík en 2007.

En 2007, pour casser l'image d'homme-ordinateur qui lui colle à la peau depuis sa participation à un documentaire télévisé, il écrit un livre de mémoires Je suis né un jour bleu, qui est traduit en dix-neuf langues. Il insiste sur son humanité et sa sensibilité, malgré le fait qu'il présente le syndrome d'Asperger et qu'il soit doté d'une mémoire hors du commun : « L'aventure est insolite, parfois déroutante et souvent captivante. » Il y raconte des souvenirs d'enfance, des épisodes d'agoraphobie, ainsi que des tests auxquels il s'est soumis pour des chercheurs en neurosciences du monde entier. Il est parfois présenté comme « la pierre de Rosette de l'autisme » (à tort, car la grande majorité des Asperger ont la pleine capacité de communiquer et d'exprimer ce qu'ils vivent et ce qu'ils ressentent,) ; c’est plutôt en tant que savant qu’il a pu faire progresser la recherche.
Ce premier livre est un succès international. L'auteur dit ne pas effectuer mentalement les calculs, mais voir les solutions lui apparaître sous forme de paysages, et associer les chiffres à des couleurs, ce qui est le propre de la synesthésie. Il résume ainsi sa philosophie : « L'important n'est pas de vivre comme les autres, mais parmi les autres ». À partir de ce jour, il voyage à travers l'Europe et les États-Unis pour la promotion de son livre et des conférences dans des universités. Cette reconnaissance le pousse à casser un peu plus les routines qu'il décrit dans Je suis né un jour bleu et à bousculer ses habitudes. Il a désormais trouvé sa véritable voie dans le travail d'écriture.

### Embrasser le ciel immense(2009)
En 2009, il dédie son deuxième livre, Embrasser le ciel immense (Les Arènes), « à la beauté qui sommeille en chaque esprit ». S'appuyant à la fois sur ce qu'il perçoit de l'intérieur et sur les expériences scientifiques les plus récentes, il fait un état des lieux des connaissances actuelles sur le cerveau, remet en cause nombre d'idées sur le QI et l'intelligence, donne des méthodes personnelles pour apprendre plus facilement une langue étrangère ou pour mieux comprendre les mathématiques et s'interroge sur l'avenir de l'esprit humain. Surtout, il démontre qu'il est possible d'établir des passerelles entre les capacités du cerveau d'un savant-autiste et celui d'une personne ordinaire, et qu'il est réducteur de toujours les opposer. Selon certains critiques, il séduit par une intelligence qui ne se cantonne pas à l'abstraction : « Tammet a quelque chose d'un petit Prince, comme s'il voyait la Terre d'une autre planète, avec une sage distance. »

### L'Éternité dans une heure(2013)
Le 17 janvier 2013, il publie son troisième livre L'Éternité dans une heure, une initiation à la poésie des nombres. À cette occasion il reçoit les éloges de J. M. Coetzee, le Prix Nobel de littérature sud-africain : « Toujours enrichissant, toujours divertissant, Daniel Tammet a beaucoup de respect pour le mystère et l'univers des nombres. » Selon le quotidien Le Monde, « Il y a du Rimbaud chez Daniel Tammet. »

### Mishenka(2016)
Le 23 mars 2016, Daniel Tammet sort son premier roman, Mishenka, publié aux éditions Les Arènes. Inspiré d’une histoire vraie qui a pour décor la Russie des années 1960, l'auteur nous raconte la bataille que se sont livrée les deux plus grands joueurs d'échecs du moment. Maxim Koroguine (alias Mikhaïl Botvinnik), le héros du régime, froid, logique et sûr de lui affronte le jeune prodige Mishenka (alias Mikhaïl Tal), insaisissable, impulsif et romantique. Celui-ci semble jouer pour la beauté du geste. Il « pense avec ses mains ». On assiste au combat entre deux formes de pensée, deux visions de l'avenir pour l'Union Soviétique. « Mishenka est comme moi, il voit dans les échecs une forme de poésie, c'est un jeu qui aide à penser la pensée. » Ce livre a reçu le soutien du grand maître russe Vladimir Kramnik et fait référence dans son écriture à la nouvelle du Joueur d'échecs de Stefan Zweig et au roman Le Maître ou le Tournoi de go de Yasunari Kawabata.

### Chaque mot est un oiseau à qui l'on apprend à chanter(2017)
Le 18 octobre 2017 sort le livre Chaque mot est un oiseau à qui l'on apprend à chanter publié aux éditions Les Arènes. Un livre d'essais qui aborde diverses questions autour du langage et des langues : l'histoire de l'espéranto et la rencontre avec ceux dont c'est la langue maternelle, comment apprendre l'anglais de manière intuitive quand on ne parle que le lituanien ?, comment les règles strictes de l'islandais restreignent l'attribution des prénoms dans ce pays, la langue numérique de Tammet quand il était petit, la défense des langues rares, comment le téléphone a changé profondément notre façon de nous parler, les ordinateurs parleront-ils un jour comme des humains ?…

### Portraits(2018)
Le 16 novembre 2018, Daniel Tammet publie son premier recueil de poésie intitulé Portraits aux éditions Blancs Volants. Chaque poème a été écrit en français et en anglais (ou inversement). L'auteur a voulu rendre hommage à des personnalités célèbres ou anonymes qui ont marqué sa vie. On y retrouve par exemple la doyenne de l'humanité Jeanne Calment, le champion d'échecs Bobby Fischer ou encore l'homme le plus grand du monde Robert Pershing Wadlow. Pour Tammet, chaque existence recèle une part de poésie. La philosophe Cynthia Fleury a rédigé la préface du livre. Les poèmes s'accompagnent de photographies de Jérôme Tabet.

### Fragments de paradis(2020)
Le 15 janvier 2020, il sort Fragments de paradis aux éditions Les Arènes, un récit littéraire « directement écrit en français », dans lequel il raconte sa conversion au christianisme à l’âge adulte. Quels épisodes de l’enfance, quelles rencontres, quels échanges ont été déterminants ? Peut-on réconcilier la foi et la raison ? Comment partager une expérience aussi indicible ? Il livre également, à sa façon, l'histoire de Jésus, mêlant sa propre imagination à la reconstitution historique.

### Des pierres, ils ont fait des étoiles(2024)
Le 19 septembre 2024 parait la traduction française de son best-seller Nine Minds : Inner Lives on the Spectrum. Le titre en français est inspiré d'un poème de Rainer Maria Rilke. Dans ce nouveau livre, Daniel Tammet propose un regard neuf sur la neurodiversité et célèbre les dons et les talents des personnes autistes, réfutant l'idée selon laquelle autisme et empathie ne peuvent coexister. À travers le récit de 9 vies extraordinaires venant des quatre coins du monde, dont celle du mathématicien français Cédric Villani, de l'acteur culte Dan Aykroyd ou d'une chercheuse japonaise qui étudie la solitude, il entre dans la tête de ses personnages comme un romancier .

### Autres travaux littéraires
Le 24 septembre 2014, il publie une traduction française des poèmes de l'Australien Les Murray dans un recueil intitulé C'est une chose sérieuse que d'être parmi les hommes (Éditions de l'Iconoclaste). Daniel Tammet est l'invité de la Maison de la Poésie à Paris où il partage la scène avec Les Murray pour une conférence inédite.

## Publications

### Livres en anglais
- Born on a Blue Day (2006).
- Embracing the Wide Sky (2009).
- Thinking in Numbers (2012).
- Every word is a bird we teach to sing (2017).
- Portraits (2018).
- How To Be 'Normal' -  Notes on the Eccentricities of Modern Life (2020).
- Nine Minds: Inner Lives on the Spectrum (2024).

### Articles et autres en anglais
- What It Feels Like To Be A Savant, dans Esquire, août 2005.
- Open Letter to Barack Obama, dans The Advocate, décembre 2008.
- Islands of Genius (2010), préface du livre de Dr Darold A. Treffert.
- Olympics: are the fastest and strongest reaching their mathematical limits?, dans The Observer, août 2012[28].
- What I'm thinking about… Tolstoy and maths, dans The Guardian, août 2012[29].
- The Sultan's Sudoku, dans Aeon Magazine, décembre 2012[30].

### Livres traduits en français
- Je suis né un jour bleu [« Born on a Blue Day »] (trad. de l'anglais), Paris, Éditions Les Arènes, 2007, 240 p. (ISBN 978-2-35204-028-6) (traduction  de Nils C. Ahl).
- Embrasser le ciel immense : Le cerveau des génies [« Embracing the Wide Sky »] (trad. de l'anglais), Paris, Éditions Les Arènes, 2009, 330 p. (ISBN 978-2-35204-075-0) (traduction de Daniel Tammet et Jérôme Tabet).
- L'Éternité dans une heure : la poésie des nombres [« Thinking in Number »] (trad. de l'anglais), Paris, Éditions Les Arènes, 2013, 300 p. (ISBN 978-2-35204-225-9) (traduction de Laurent Bury).
- C'est une chose sérieuse que d'être parmi les hommes (trad. de l'anglais), Paris, Éditions de l'Iconoclaste, 2014, 144 p. (ISBN 978-2-913366-70-1) (préface et traduction de Daniel Tammet).
- Mishenka : roman (trad. de l'anglais), Paris, Éditions Les Arènes, 2016, 240 p. (ISBN 978-2-35204-497-0).
- Chaque mot est un oiseau à qui l'on apprend à chanter (trad. de l'anglais), Paris, Éditions Les Arènes, 2017, 267 p. (ISBN 978-2-35204-681-3).
- (en) Portraits : poèmes (trad. de l'anglais), Sens, Blancs Volants, 2018, 80 p. (ISBN 978-2-9558491-4-9).
- Des pierres, ils ont fait des étoiles (trad. de l'anglais), Paris, Éditions Les Arènes, 2024, 320 p. (ISBN 979-10-375-1226-0).

### Livre en français
- Fragments de paradis : Lettre à un ami non croyant, Paris, Éditions Les Arènes, 2020, 180 p. (ISBN 979-10-375-0065-6)Réédition, J'ai lu, 2022, 192 p. (ISBN 9782290257258)

### Livre en édition bilingue anglais et français
- (en) Portraits : poèmes (trad. de l'anglais), Sens, Blancs Volants, 2018, 80 p. (ISBN 978-2-9558491-4-9).

## Controverse
Depuis 2008, il existe une controverse scientifique autour de l'origine des capacités de mémoire de Daniel Tammet. Le récit autobiographique officiel de Daniel Tammet présenté dans Je suis né un jour bleu ainsi que dans le documentaire Brainman présente ses capacités comme une conséquence d'une crise d'épilepsie dans l'enfance. Ronald Doerfler apporte des preuves (en 2008) que Daniel Tammet fait usage de techniques d'entraînement mnémotiques déjà bien connues.
Le journaliste Joshua Foer consacre 26 pages critiques au cas de Daniel Tammet dans son ouvrage Aventures au cœur de la mémoire,, (titre V.O. : Moonwalking with Einstein), à partir d'une documentation ancienne et du cache du site internet officiel de Daniel Tammet. Il souligne que ce dernier était connu pour des prouesses de mémorisation dans les années 1990 et au début des années 2000, et note que cette partie de sa biographie n'est jamais mentionnée dans les documentaires et biographies postérieurs à son changement de nom de famille.